# スレイヤー
スレイヤー（SLAYER）は、アメリカ合衆国のスラッシュメタル・バンド。
同時期にデビューした「メタリカ」「アンスラックス」「メガデス」と並び、スラッシュメタル"BIG4"と形容された一角として君臨し、デビュー以来ほとんど変化する事なくアグレッシブな音楽性を貫き通した。そのスタイルはエクストリームメタルの原点ともなっている。
2007年・2008年『グラミー賞』受賞。

## 概要
歌詞やアルバムのジャケットに用いられる、死、自殺、精神異常、死体、サタニズム、連続殺人犯、戦争などといったテーマがしばしば議論を呼び、アルバムの発売禁止及び延期、訴訟に発展し1980年代には音楽検閲推進団体『PMRC』の標的にもなった。また、後のデスメタルやブラックメタルにも影響を与えた。1986年にリリースされたアルバム『Reign in Blood - レイン・イン・ブラッド -』などは英国ケラング!誌に"the heaviest album of all time by Kerrang!"と評された。
1983年のデビュー時から2枚のライヴ・アルバム、1つのボックスセット、4つの映像作品、2枚のEP、11枚のアルバムをリリースし、4枚のゴールドディスクを獲得している。グラミー賞には5回ノミネートされ（2017年現在)、その内2007年には『Eyes of the Insane』が、2008年には『Final Six』が最優秀メタル・パフォーマンスに選ばれた。全米でのアルバム総売上は350万枚を超え、『オズフェスト』や『UNHOLY ALLIANCE TOUR』などのロックフェスティバルではヘッドライナーを務めるほどの人気を有している。

## 来歴

### 結成期
1981年にケリー・キングとデイヴ・ロンバードが意気投合し、Kerryが以前に「Quits」というバンド（その前は「Tradewings」という名前だった）で一緒にプレイしていたチリ出身のトム・アラヤと、ジェフ・ハンネマンを勧誘したことで結成に至る。最初は北カリフォルニアのクラブやパーティでアイアン・メイデンやジューダス・プリーストなどのカヴァーを演奏していた。当初のバンド名は「ドラゴンスレイヤー（Dragonslayer）」。その由来が1981年公開の同名映画のタイトルという噂があったが、Kerryはこれを否定している。ロサンゼルスにある「Woodstock Club」にてヘヴィメタルバンド「Bitch」の前座としてライブ（全8曲、その内6曲はカヴァー）した際、アイアン・メイデンの「Phantom of the Opera」をプレイする姿を見たアメリカの名門メタルレーベル「メタル・ブレイド・レコーズ」の創設者「ブライアン・スレイゲル(Brian Slagel)」に見出される。その後バックステージで両者は出会い、BrianはSlayerに作曲を要請しバンドはそれを承諾した。
1983年、メタル・ブレイド・レコーズによるコンピレーションアルバムの第三弾『メタル・マサカー3 - METAL MASSACRE 3 - 』(詳細は→メタル・ブレイド・レコーズ)に「Aggressive Perfector - アグレッシブ・パーフェクター」を提供し同レーベルと契約した。同年12月にデビュー作となる1stアルバム『ショウ・ノー・マーシー - SHOW NO MERCY - 』を発表。バンドには資金がなかったため、自分達で製作費用を捻出した（Tomは自身の稼ぎを充て、Kerryは父から金を借りた）。これによりメンバーはこの年の11月にスタジオ入りを果たす。
1984年には、アルバムのプロモーションを兼ねてライブツアーを行った。ツアーと言っても国内のクラブを回るもので、Tomの所有するカマロでU-ホールから借りたトレーラーを引きながらの移動であった。このライブを足掛かりにバンドは知名度を上げ、アルバムはアメリカだけで2万枚、国外でも2万枚以上の売り上げを記録する。同年10月、3曲入りEP『ホーンティング・ザ・チャペル - HAUNTING THE CHAPEL - 』を発表。アルバムの幕開けとなる「ケミカル・ウォーフェアー - Chemical Warfare - 」はバンドの定番曲となった。アルバムリリース後、Slayerはバンド「UFO」の前座として、ライブ「Heavy Sounds Festival」においてヨーロッパデビューを果たす。アメリカに戻ってからは、ツアー「Haunting the West」を開始。ツアー後に、Kerryは「デイヴ・ムステイン(Dave Mustaine)」の新たなバンド「メガデス(MEGADETH)」へ加入するため一時バンドを離れている。Jeffはこれに関して「新しいギタリストを探そうか考えていた」と語っている。その後バンドはヴェノムやエクソダスと共に「Combat Tour」を開始、ライブアルバム『Live Undead』をリリース。
1985年、初のライブ映像となる『Combat Tour: The Ultimate Revenge』をリリース。ヴェノムらと共にニューヨークの「Studio 54」にて出演したライブが取り上げられた。またこの年にはアルバム『SHOW NO MERCY』の売り上げが4万枚を突破、バンドは2枚目のスタジオアルバム製作が可能となった。メタル・ブレイドは製作費用をバンドに与え、収録に際しプロデューサーの「Ron fair」を迎えることができた。同年9月、2ndアルバム『ヘル・アウェイツ - HELL AWAITS - 』を発表。『Hell Awaits』の成功後、バンドはリック・ルービン率いるメジャー・レーベルデフ・ジャムからオファーを受け移籍する。
1986年、3rdアルバム『レイン・イン・ブラッド - REIGN IN BLOOD - 』を発表するが、「歌詞が過激過ぎる」という理由から（ナチスの虐殺者ヨーゼフ・メンゲレについて歌った『エンジェル・オブ・デス』が特に問題視された）、コロムビア・レコードがアメリカ国内の配給を拒否。その後、当時ワーナーグループ傘下だったゲフィン・レコードからの配給が決定。無事発売（しかし議論の結果このレコード会社のリリース表にはこのアルバムの名は記載されていない）され、ラジオでのエアプレイがなかったにもかかわらずビルボード誌のアルバム・チャートで最高50位台を記録する。なお、イギリスでは、WEAが発売を拒否したため、ロンドンレコードから発売された。同年10月、Slayerはワールドツアー「Reign in Pain」をオーヴァーキルやMaliceと共に開始。また、バンド「W.A.S.P.」のツアーにおけるオープニングアクトも決定するが、その後1ヵ月を待たずドラマーのDaveが「家庭生活を優先したい」とし脱退。ツアー継続のため、元「ウィップラッシュ」の「Tony Scaglione」が参加するが、翌年には妻の説得によりDaveが復帰。
1987年、コロムビア・レコードの創設者「Rick Rubin(リック・ルービン)」の独断により、バンド「アイアン・バタフライ」の代表曲『In-A-Gadda-Da-Vida』をカヴァーし、映画「Less Than Zero」のサウンドトラックへ提供。バンド側はこれを快く思っておらず、Jeffは「可哀相なSlayerの演出」と捉え、Kerryは「糞の塊」と語った。ちなみに、この楽曲はSlayerがラジオで流れた最初の曲の1つである。
1988年、4thアルバム『サウス・オブ・ヘヴン - SOUTH OF HEAVEN - 』を発表。構想段階で、前作『Reign in Blood』から一転し、曲のテンポを落とし、メロディアスな歌唱を取り入れると決定。Jeffはこれに関して「『Reign in Blood』を越えることができないのは分かっていた。だから曲のスピードを落としたんだ。リリースしたアルバムが皆『Reign〜』と比べられることが分かっていたからね。奇妙なことだった。この前にも後にも、こんなことは無いよ」と語っている。スタイルの変化はファンや評論家から様々な反響があったが、アルバムは当時最も商業的に成功する。ビルボードチャートで初登場57位(200位中)を記録し、2枚目のゴールドディスク授賞作品となった。アルバムに対する評価も様々で、「Allmusic」は「混沌としており力強い」とした一方、Kerryは「最も活気の無いアルバムだ」と評している。同年8月12日、ロサンゼルスのハリウッド・パラディウム公演、8月31日・ニューヨークのフェルト・フォーラム公演において、プロモーターのチケット販売過多が要因となり観客の暴動が発生。同会場での演奏が禁止される。
1990年に5thアルバム『シーズンズ・イン・ジ・アビス - SEASONS IN THE ABYSS - 』を発表。『クラッシュ・オブ・ザ・タイタンズ』ツアー（第一弾はスレイヤー、メガデス、テスタメント、スイサイダル・テンデンシーズの4組による1990年のヨーロッパツアー、第二弾はスレイヤー、メガデス、アンスラックス、アリス・イン・チェインズの4組による1991年全米ツアー）を実施。ビルボード誌の総合チャートで40位内にランクイン。

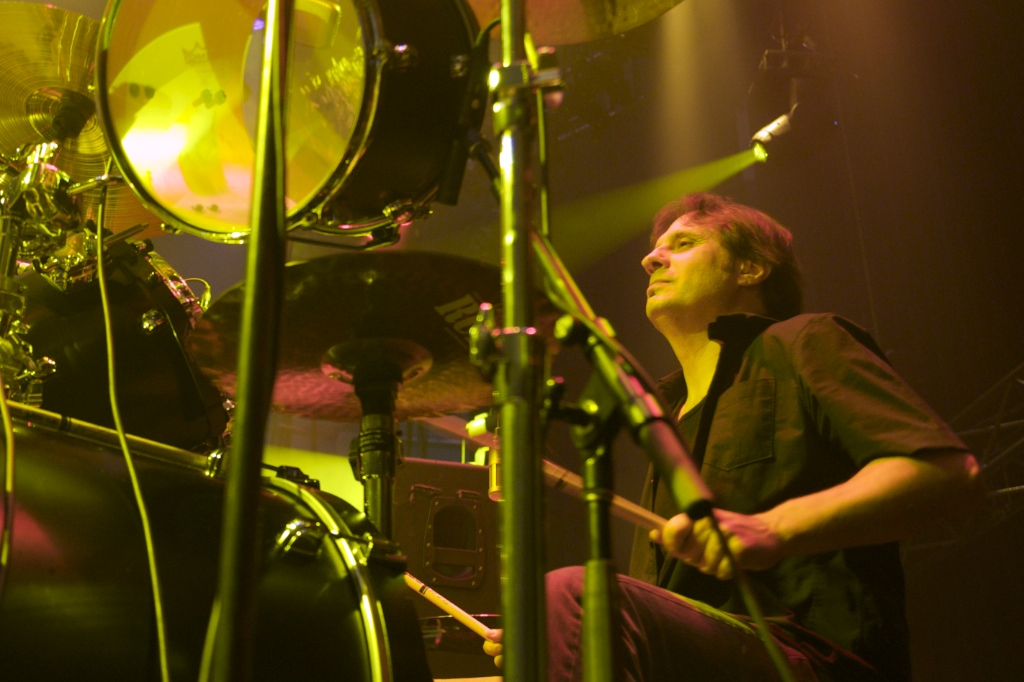
デイヴ・ロンバード(Ds) 2009年

1991年、活動10周年を記念したライヴ・アルバム『ディケイド・オブ・アグレッション - DECADE OF AGGRESSION - 』を発表。

### 第二期
1992年にデイヴ・ロンバードが脱退。新ドラマーとして元フォビドゥンのポール・ボスタフが加入。1994年、『ディヴァイン・インターヴェンション - DIVINE INTERVENTION - 』を発表。1995年、ビデオ『ライブ・イントゥルージョン - LIVE INTRUSION - 』発表。1996年、パンク/ハードコアカバーアルバム『アンディスピューテッド・アティテュード - UNDISPUTED ATTITUDE - 』を発表。

### 第三期
1996年、ポールが脱退し、新ドラマーとして元テスタメントのジョン・デッティが加入するも、翌年の1997年、短期間のうちにポールが復帰。

### 第四期
1998年、7thアルバム『悪魔の鎮魂歌（レクイエム） - DIABOLUS IN MUSICA - 』を発表。

### 第五期
2001年、オリジナル・ドラマーのデイヴが復帰。8thアルバム『ゴッド・ヘイツ・アス・オール - GOD HATES US ALL - 』を発表。8月には日本のヘヴィロック・フェスティバル「BEAST FEAST 2001」にパンテラとのダブル・ヘッドライナーとして出演。
2002年、12月に再びヘッドライナーとして「BEAST FEAST 2002」に出演。2003年、DVD『ウォー・アット・ザ・ウォーフィールド - WAR AT THE WARFIELD - 』 、BOX-SET『サウンドトラック・トゥ・ジ・アポカリプス - SOUNDTRACK TO THE APOCALYPSE - 』発表。
2004年、DVD『スティル・レイニング - STILL REIGNING - 』発表。
2006年8月、約5年ぶりの9thアルバム、『クライスト・イリュージョン - CHRIST ILLUSION - 』をリリース。ビルボード初登場5位を記録した。10月には日本のヘヴィメタル・フェスティバル「LOUD PARK 06」への出演、単独公演を行った。

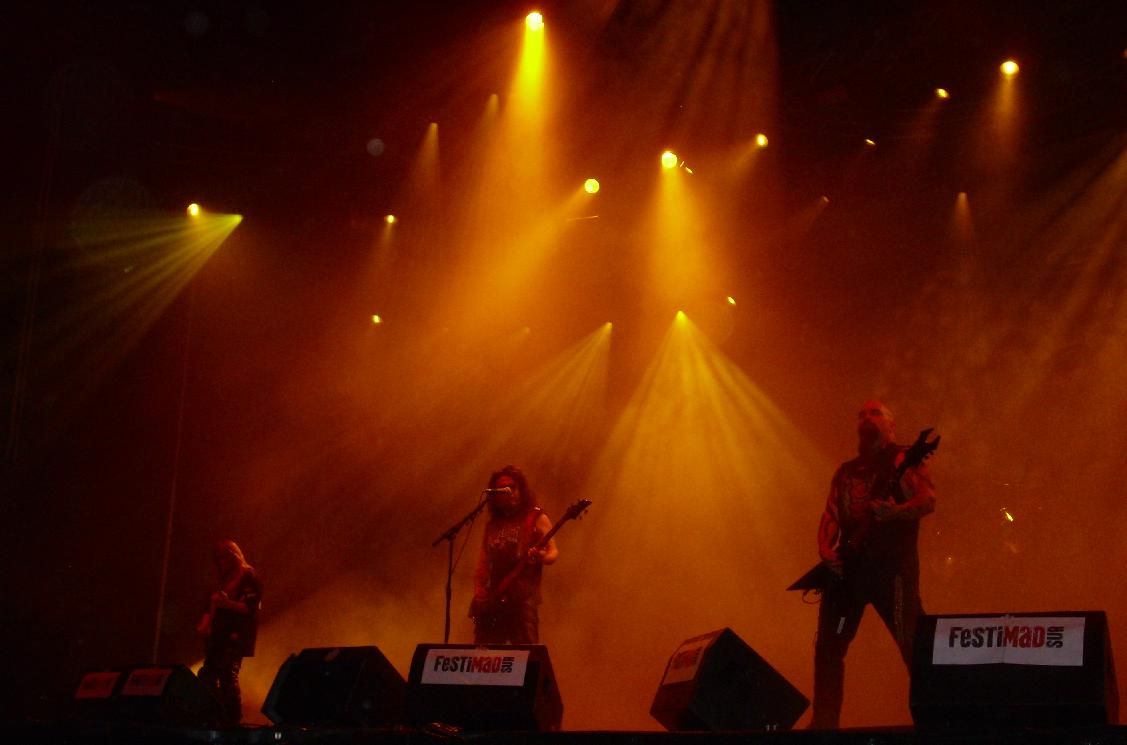
オリジナル・ラインナップ - マドリード公演 (2007年)

2007年、『クライスト・イリュージョン - CHRIST ILLUSION - 』のリイシュー盤、DVD『アンホーリー・アライアンス・ツアー：邪悪伝道同盟 - THE UNHOLY ALLIANCE - 』を発表。『CHRIST ILLUSION』に収録された楽曲『Eyes Of The Insane』が、第49回グラミー賞の最優秀メタル・パフォーマンス部門で受賞した。
2008年、『CHRIST ILLUSION』のリイシュー盤に収録された楽曲『Final Six』が、第50回グラミー賞の最優秀メタル・パフォーマンス部門で受賞した。
2009年、10thアルバム『血塗ラレタ世界 -WORLD PAINTED BLOOD- 』をリリース。10月には日本のヘヴィメタル・フェスティバル「LOUD PARK 09」への出演と単独公演を行った。

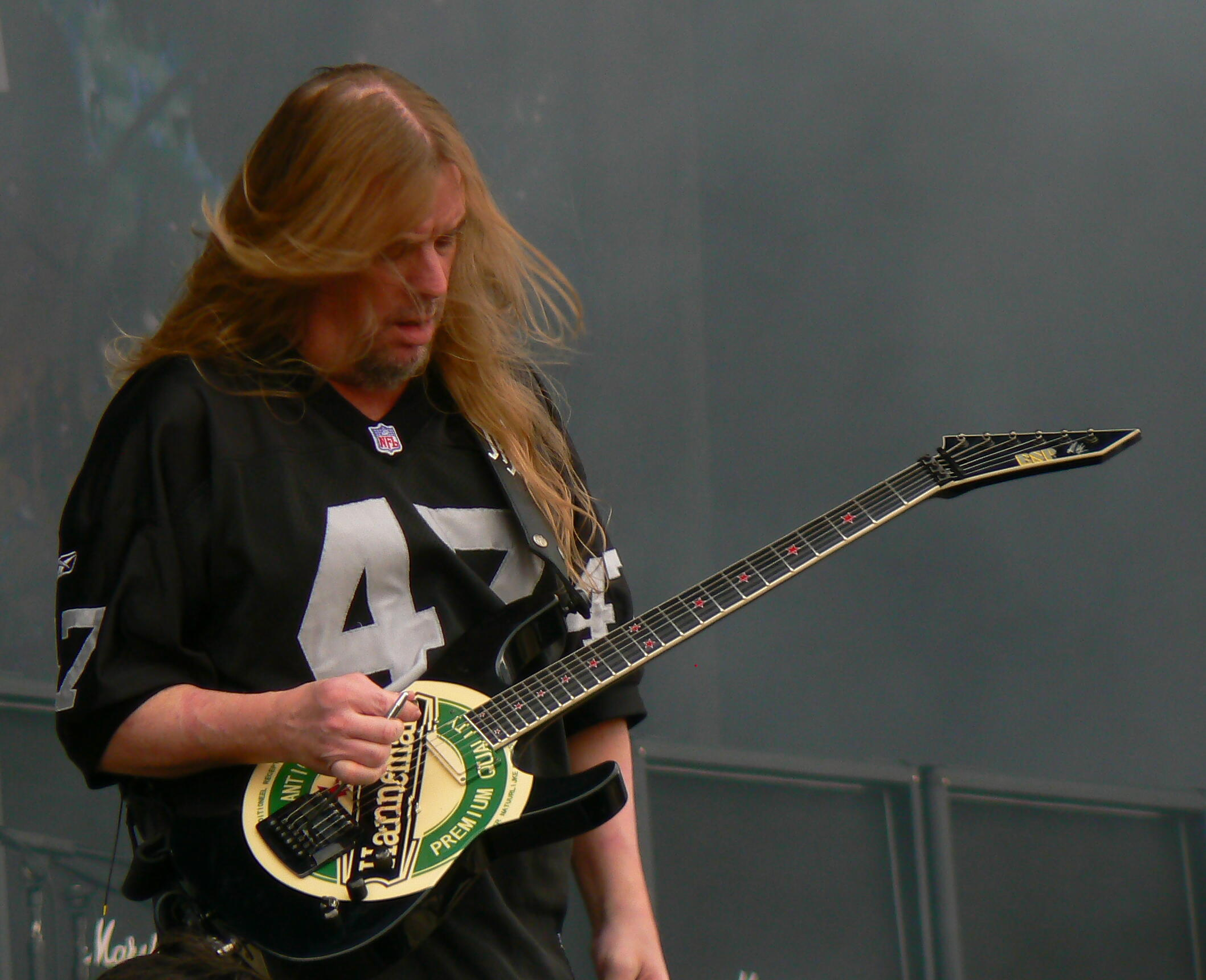
晩年期のジェフ・ハンネマン(G) 2010年

2011年、ジェフが右腕を毒蜘蛛に噛まれ、壊死性筋膜炎を発症したため、バンドを離脱。ツアーにはエクソダスで活動するゲイリー・ホルトがサポートで参加することとなった。
2012年、10月にフェスティバル「LOUD PARK 12」のヘッドライナーとして来日。

### 第六期
2013年2月、デイヴがツアー不参加を表明。5月2日、復帰が待ち望まれていたジェフが肝不全により死去。ゲイリーが正式メンバーとなる。5月30日、2月に脱退したデイヴの後任としてポールが復帰。
2015年9月11日、6年ぶりとなる11thアルバム『リペントレス -Repentless- 』をリリース。10月には、「LOUD PARK 15」のヘッドライナーとして来日。
2017年、10月にフェスティバル「LOUD PARK 17」のヘッドライナーとして来日。

### バンドの終焉
2018年、今年から来年にかけて開催するツアーが最後になると宣言し「ファイナル・ワールド・ツアー」を開始。年末、ゲイリー・ホルトが家庭の事情により一時離脱。代役はフィル・デンメル（元マシーン・ヘッド、元ヴァイオレンス）が務めた。
2019年3月、ロック・フェスティバル「DOWNLOAD JAPAN 2019」出演のため来日。同11月末、当初の予定通り、地元カリフォルニア州の最終公演をもって解散。38年の歴史に幕を閉じた。

### 第七期（再結成）
2024年2月22日、約5年振りに再結成、復活しヘッドライナーとしてライヴを行なうことを正式に発表。2024年9月22日に「ライオット・フェスト」で2019年の解散後初となるライヴを行い、その5日後に「ラウダー・ザン・ライフ」で2度目のライヴを行う。
2025年7月5日、英バーミンガムのヴィラ・パークにて開催された、オリジナル・メンバーによるブラック・サバスの、またオジー・オズボーンのソロのキャリアの締めくくる最後のコンサート『Back To The Beginning』にサポートアクトとして出演した。

## メンバー
- トム・アラヤ（Tom Araya、1961年6月6日 - ） - ベース/ボーカル (1981-2019, 2024)
- ケリー・キング （Kerry King、1964年6月3日 - ） - ギター (1981-2019, 2024)
- ゲイリー・ホルト（英語版）（Gary Holt、1964年5月4日 - ） - ギター (2011-2019, 2024)  - エクソダス兼任
- ポール・ボスタフ（英語版）（Paul Bostaph、1964年3月4日 - ） - ドラム (1992-1996, 1997-2001, 2013-2019, 2024)  - 元フォビドゥン

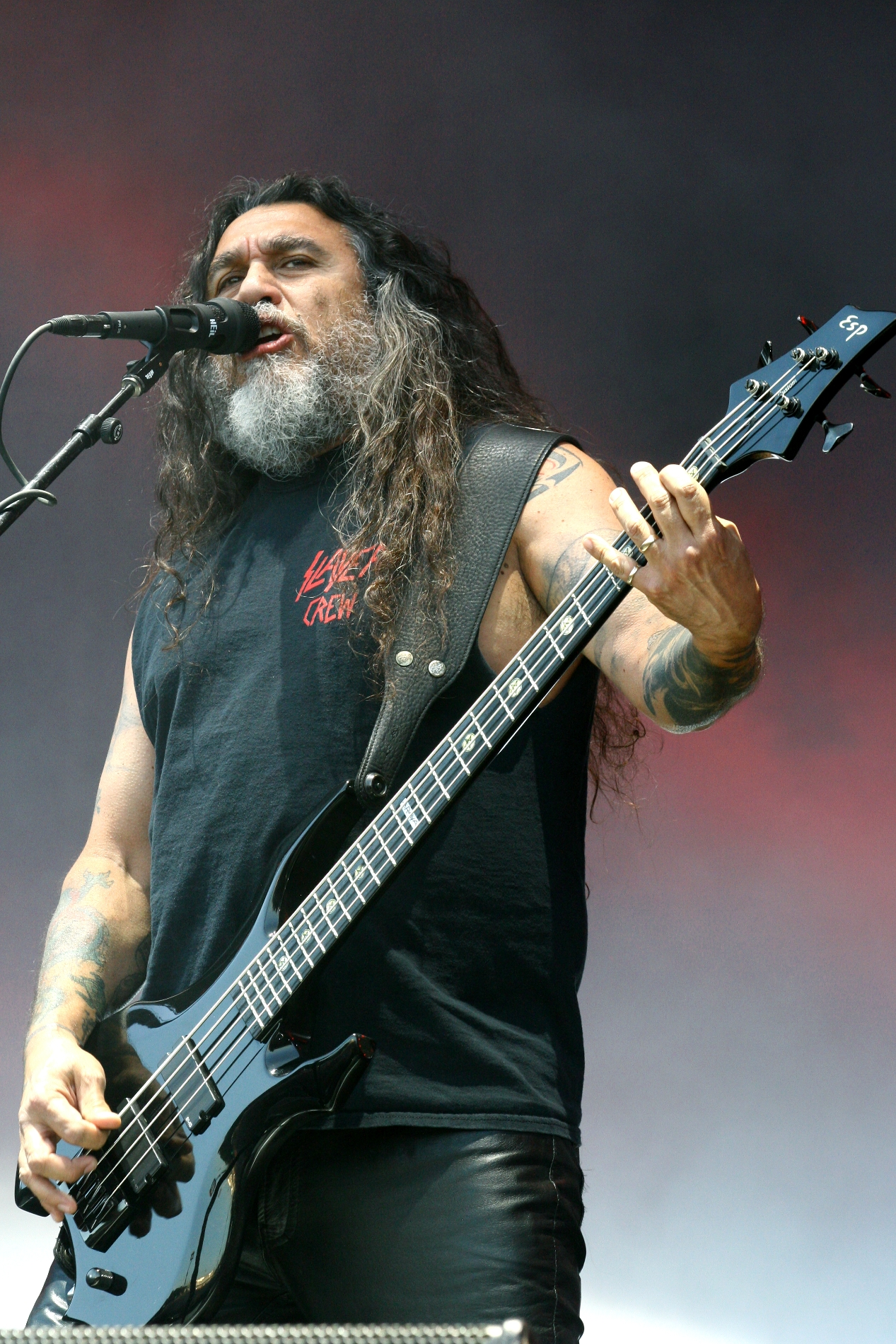
トム・アラヤ(Vo/B) 2014年
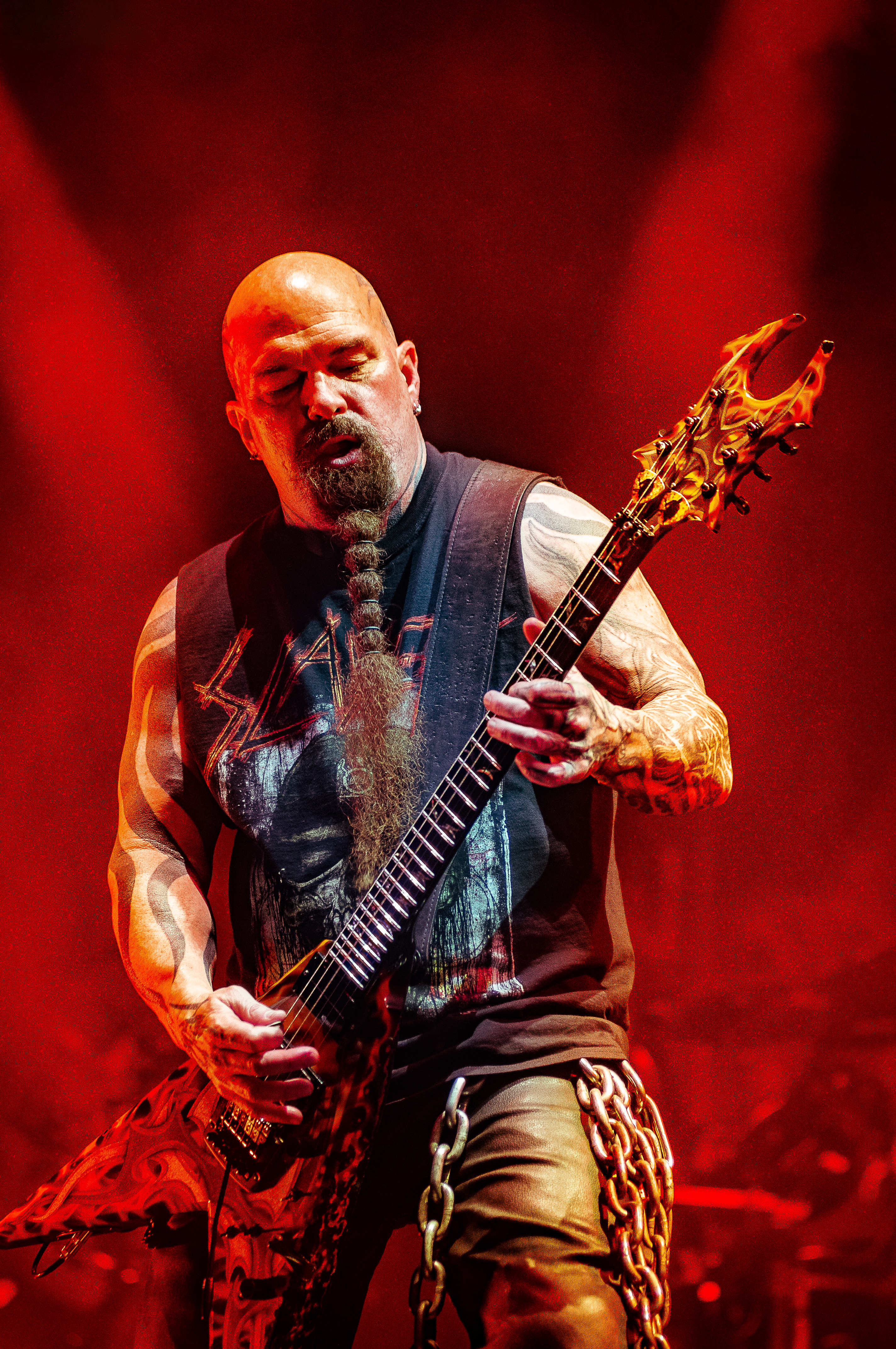
ケリー・キング(G) 2019年
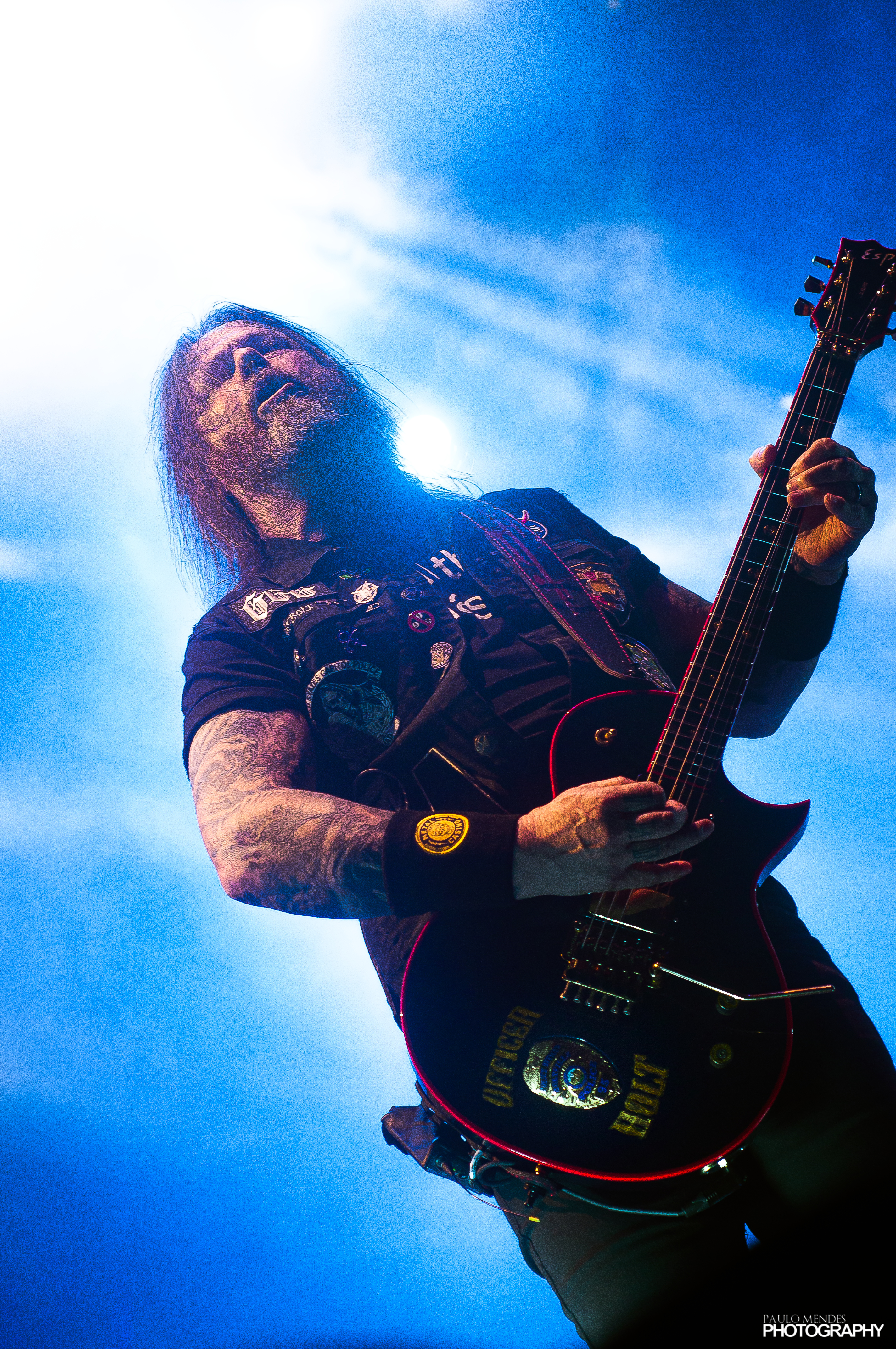
ゲイリー・ホルト(G) 2019年
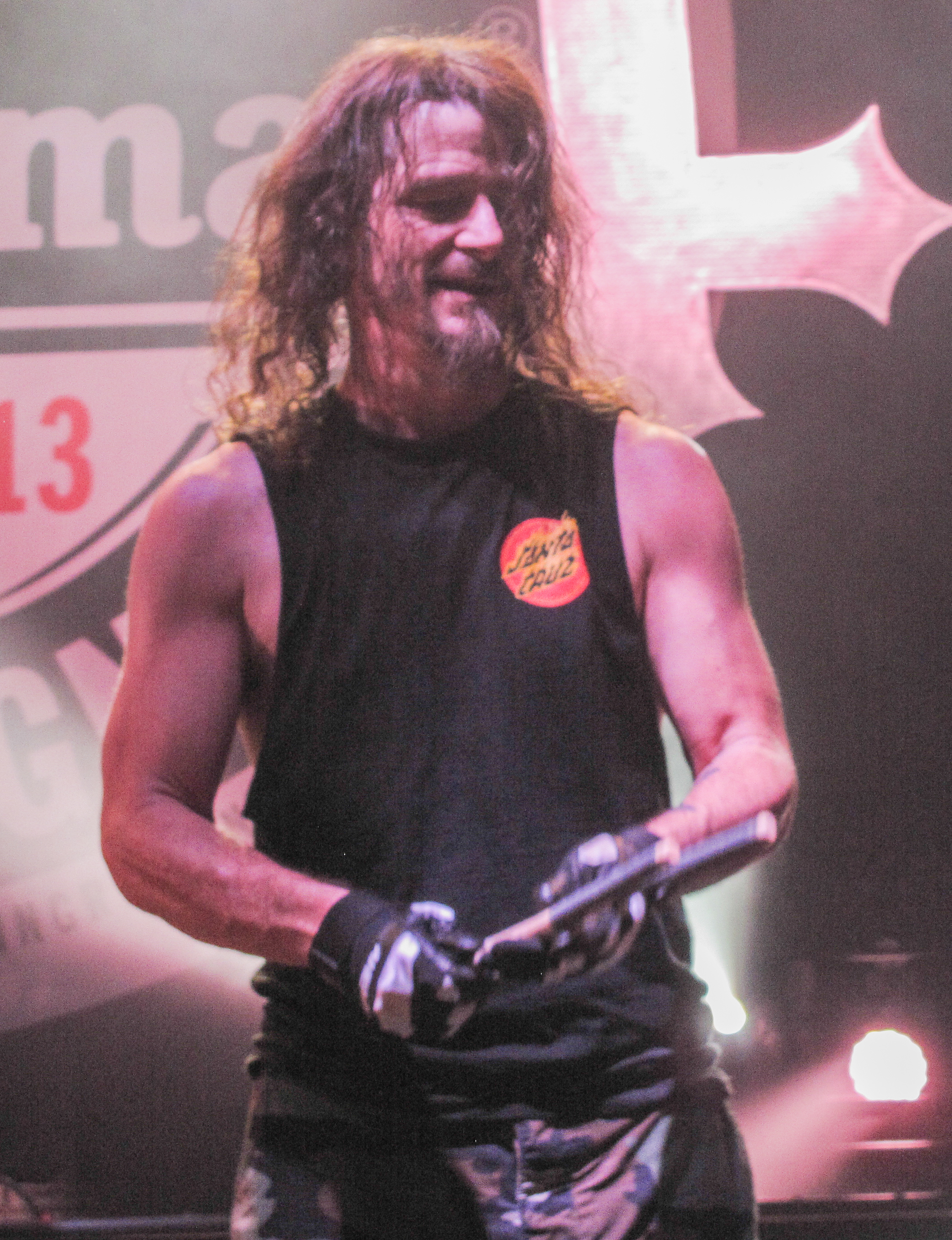
ポール・ボスタフ(Ds) 2013年

### 旧メンバー
- ジェフ・ハンネマン（Jeff Hanneman、1964年1月31日 - 2013年5月2日） - ギター (1981–2013)
  - 2011年より壊死性筋膜炎のため療養していたが、2013年5月2日 肝不全により死去。
- デイヴ・ロンバード （Dave Lombardo、1965年2月16日 - ）- ドラム (1981–1986, 1987–1992, 2001–2013)
  - 通称「Godfather of Double Bass」。
- ジョン・デッティ（ドイツ語版）（Jon Dette） - ドラム (1996–1997, 2013)
  - 元テスタメントのメンバー。1996年に脱退したポール・ボスタフの代わりに加入する。1997年にポール・ボスタフが復帰すると再びテスタメントに戻った。
  - 2012年にはアニメタルUSAに参加している。また、デイヴの脱退からポールの再々加入までのライブで代役としてサポート参加している。

## 作品
スタジオ・アルバム
- 『ショウ・ノー・マーシー』 - Show No Mercy（1983年）
- 『ヘル・アウェイツ』 - Hell Awaits（1985年）
- 『レイン・イン・ブラッド』 - Reign in Blood（1986年）
- 『サウス・オブ・ヘヴン』 - South of Heaven（1988年）
- 『シーズンズ・イン・ジ・アビス』 - Seasons in the Abyss（1990年）
- 『ディヴァイン・インターヴェンション』 - Divine Intervention（1994年）
- 『悪魔の鎮魂歌（レクイエム）』 - Diabolus in Musica（1998年）
- 『ゴッド・ヘイツ・アス・オール』 - God Hates Us All（2001年）
- 『クライスト・イリュージョン』 - Christ Illusion（2006年）
- 『血塗ラレタ世界』 - World Painted Blood（2009年）
- 『リペントレス』 - Repentless（2015年）

## 来日公演

### 単独公演
- Touring the Abyss（1990年）
  - 11月04日 東京 中野サンプラザ
  - 11月05日 東京 NHKホール
  - 11月07日 東京 郵便貯金ホール
  - 11月08日 東京 日本青年館
  - 11月12日 大阪 大阪フェスティバルホール
  - 11月13日 大阪 MODAホール
- Divine Intourvention（1995年）
  - 4月3日・4日 東京 中野サンプラザ
  - 4月6日 大阪 大阪厚生年金会館
  - 4月7日 名古屋 愛知県勤労会館
  - 4月8日 東京 渋谷公会堂
- Diabolus on Tour（1998年）
  - 07月15日 東京 赤坂BLITZ
  - 10月03日 横浜 横浜ベイホール
  - 10月04日 名古屋 DIAMOND HALL
  - 10月05日 大阪 松下IMPホール
  - 10月07日 東京 渋谷公会堂
  - 10月08日 東京 中野サンプラザ
- Slayer Special GIG '06（2006年）
  - 10月16日 東京 STUDIO COAST
- Loud Park Extra Japan Tour '09（2009年）
  - 10月19日 東京 STUDIO COAST
  - 10月20日 大阪 松下IMPホール
- Loud Park Extra Japan Tour '12（2012年）
  - 10月24日 大阪 Zepp難波
  - 10月26日 名古屋 DIAMOND HALL
- Loud Park Extra Japan Tour '15（2015年）
  - 10月6日 大阪 なんばHATCH
  - 10月8日 東京 STUDIO COAST
- Slayer Special GIG '17（2017年）
  - 10月13日 大阪 なんばHATCH

### フェス
- BEAST FEAST 2001（2001年）
  - 8月25日 横浜 横浜アリーナ
- BEAST FEAST 2002（2002年）
  - 12月15日 千葉 幕張イベントホール
- Loud Park 06（2006年）
  - 10月14日 千葉 幕張メッセ 国際展示場 展示ホール9-10-11
  - 10月17日 大阪 Zepp大阪
- LOUD PARK 09（2009年）
  - 10月18日 千葉 幕張メッセ国際展示場9-10-11
- LOUD PARK 12（2012年）
  - 10月27日 埼玉 さいたまスーパーアリーナ
- LOUD PARK 15（2015年）
  - 10月10日 埼玉 さいたまスーパーアリーナ
- LOUD PARK 17（2017年）
  - 10月10日 埼玉 さいたまスーパーアリーナ
- Download Japan 2019（2019年）
  - 3月21日 千葉 幕張メッセ国際展示場9-10-11